# Deiva Marina
Deiva Marina és un comune (municipi) de la província de La Spezia, a la regió italiana de la Ligúria, situat uns 65 km a l'est de la ciutat de Gènova, a la Riviera de Llevant.

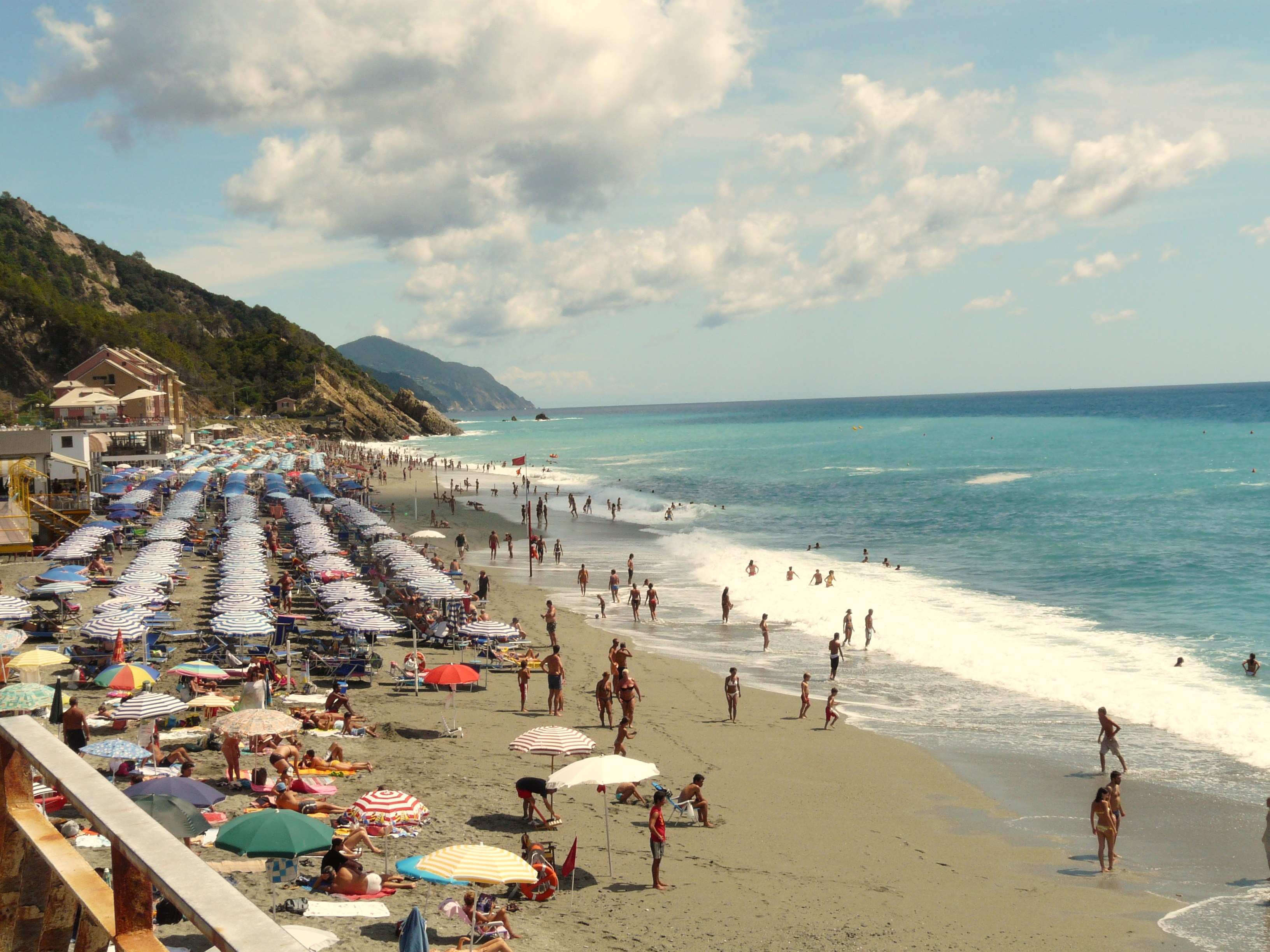
La platja de Deiva Marina a l'estiu.

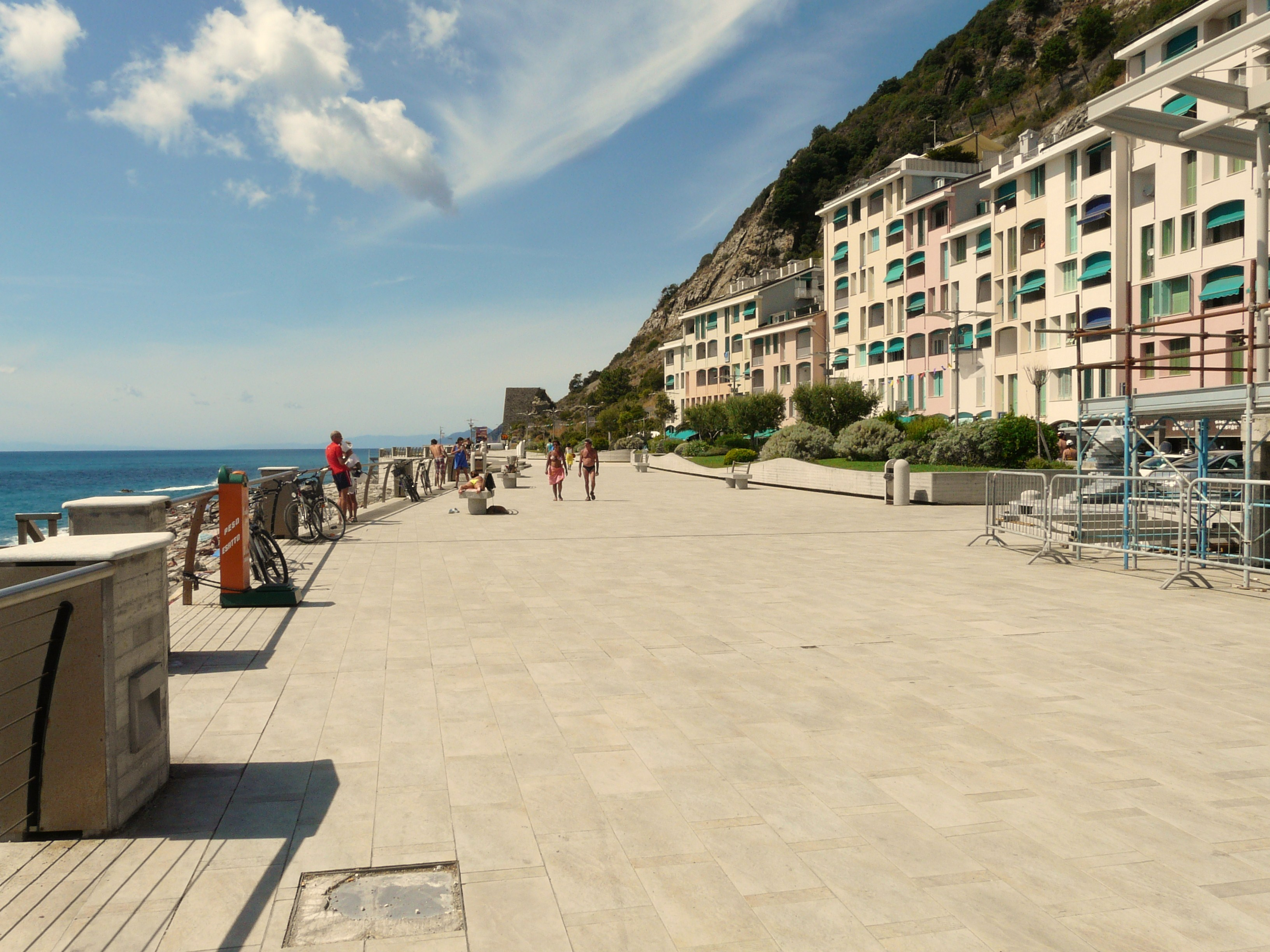
El passeig de Deiva Marina.

És un complex turístic tranquil, amb aigua de mar neta i un litoral envoltat de muntanyes verdes. És conegut com un bon lloc de pesca durant tot l'any.
És un bon lloc per fer excursions al proper Parc Nacional de Cinque Terre, que és Patrimoni de la Humanitat de la UNESCO, o a Portofino.
Des del 2018, el municipi de Deiva Marina és soci del "Santuari Pelagos per als mamífers marins mediterranis". Això implica un compromís per intensificar la lluita contra qualsevol tipus de contaminació, sigui d'origen marítim o terrestre, o si és probable que tingui un impacte directe o indirecte sobre l'estat de conservació dels mamífers marins, així com evitar qualsevol competició a motor d'alta velocitat.

## Història
Encara que es va esmentar en documents des de l'època carolingia, l'accés a la zona era difícil: per terra, a causa de les altes muntanyes que l'envoltaven; i per mar, per la manca d'un port. Es van formar diversos pobles petits a l'interior, mentre que el front marítim no es podia habitar a causa de les incursions dels pirates bàrbars musulmans. La població local sovint es dedicava a la pesca, però a la nit es retiraven cap a l'interior, a l'actual centre històric de Deiva, prop de l'església. Dues torres de vigilància, construïdes al segle xvi, eren les úniques fortificacions on la població podia amagar-se, i avui es poden veure a l'escut del municipi. La torre quadrada, propera a l'església, a un quilòmetre del mar, ha estat preservada i restaurada. La torre rodona, prop del mar, va ser parcialment derrocada per una inundació l'any 1852.
El 1874 es va completar el ferrocarril a la costa de Ligúria i es va fer més fàcil l'accés a Deiva: es van construir algunes cases prop de l'estació de ferrocarril, incloent un hostal anomenat "Albergo Savoia". La resta de la zona costanera va ser parcialment utilitzada per una fàbrica i posteriorment també per a la defensa militar. L'únic edifici notable construït a la vora de la mar en la primera meitat del segle xx va ser una vila d'estil modernista, anomenada "Villa Schiaffino".
La transformació de Deiva en un centre de vacances va ser possible el 1932, quan el ferrocarril (incloent l'estació) es va moure al voltant d'1 km a l'interior, deixant un ampli passeig marítim utilitzable, però realment va tenir lloc després de la Segona Guerra Mundial.
Mentrestant, la connexió amb les principals ciutats italianes va millorar amb la construcció de l'autopista A12 i la reutilització de túnels ferroviaris abandonats per al trànsit local d'automòbils. Això va encoratjar en els anys seixanta i setanta la construcció de molts edificis d'apartaments, utilitzats com a segona residència.

## Economia
El recurs econòmic més important és el turisme.